# Güssing
Güssing (en hongarès Németújvár) és una ciutat austríaca situada a l'est del país, a l'estat de Burgenland. És la capital del districte homònim. Està situada molt prop de la frontera amb Hongria, amb la qual l'uneixen llaços històrics.
El castell de Güssing va ser construït el 1157 per senyors feudals hongaresos. Es tracta de la major atracció turística de la ciutat.
A banda dels seu castell, Güssing és coneguda per la seva activa política ecològica, conseqüència de la seva feblesa econòmica i afavorida per les ajudes de la Unió Europea. Ja el 1992 tots els edificis públics de la ciutat van deixar de fer servir combustibles fòssils. L'aposta per les energies renovables, principalment la biomassa, ha permès a la ciutat tenir una producció energètica excedentària que, en ser exportada, ha millorat sensiblement la situació econòmica del municipi.

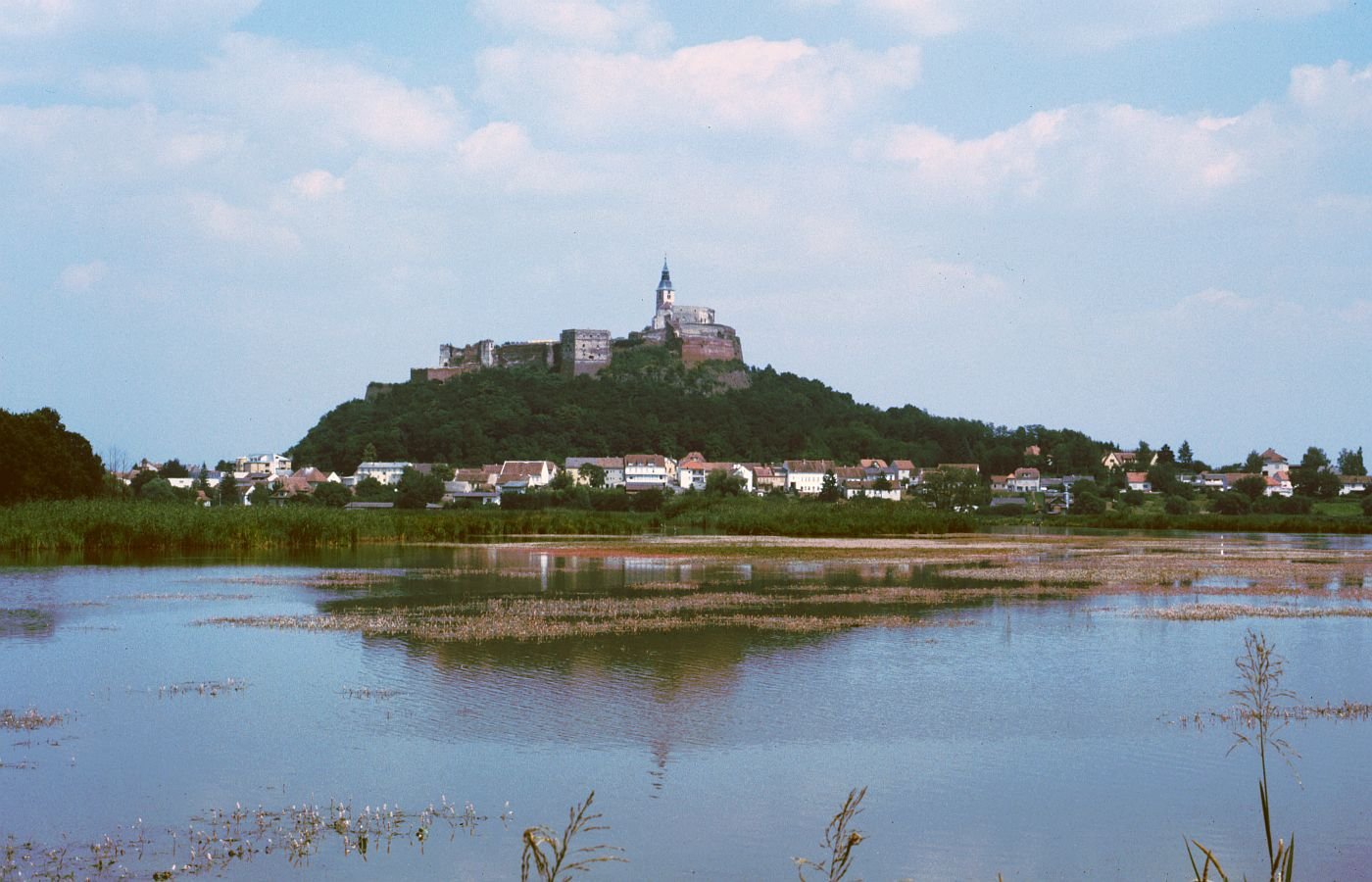
Vista del castell de Güssing